# باول روجرز (سياسي)
باول روجرز (بالإنجليزية: Paul Grant Rogers)‏ هو سياسي أمريكي، ولد في 4 يونيو 1921 في أوكيلا في الولايات المتحدة، وتوفي في 13 أكتوبر 2008 في واشنطن العاصمة في الولايات المتحدة بسبب سرطان الرئة. حزبياً، نشط في الحزب الديمقراطي. وقد انتخب عضو مجلس النواب الأمريكي.